# NOYB

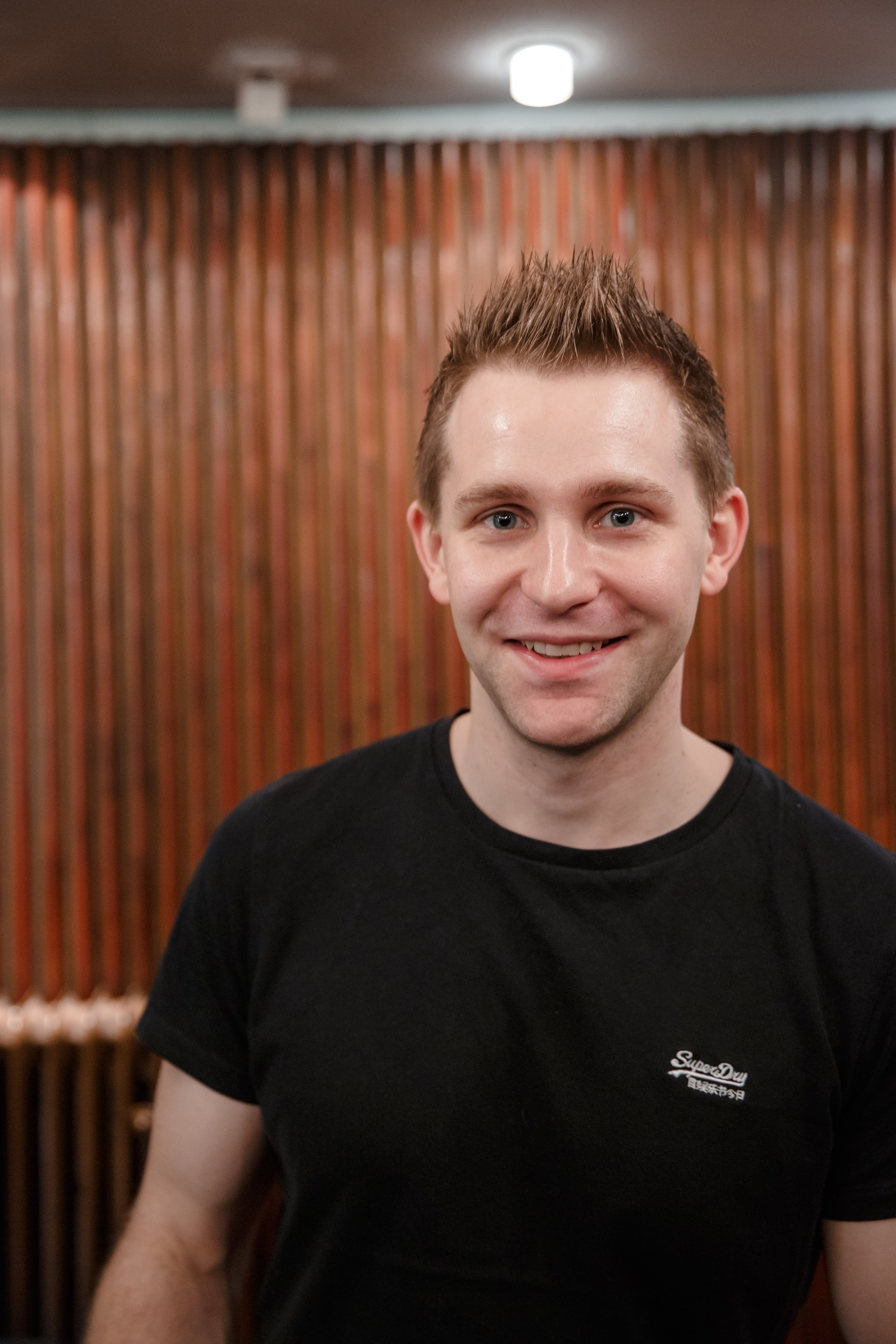
Max Schrems, oprichter van NOYB.

NOYB - European Center for Digital Rights (geschreven als noyb, van "none of your business") is een non-profitorganisatie gevestigd in Wenen, Oostenrijk, opgericht in 2017 met een pan-Europese focus. NOYB is een initiatief van onder meer de Oostenrijkse advocaat en privacy-activist Max Schrems, en heeft als doel strategische rechtszaken en media-initiatieven te lanceren ter ondersteuning van de Algemene verordening gegevensbescherming (AVG/GDPR), de voorgestelde E-privacyverordening, en informatieprivacy in het algemeen.
Naar eigen zeggen combineert NOYB daartoe actiemethodes van consumentenrechtengroepen, privacy-activisten, hackers met juridische technieken, en bouwt op die manier een stabiel Europees handhavingsplatform.
NOYB diende talrijke klachten in wegens – volgens haar – inbreuken op de privacy-wetgeving. In 2022 legde NOYB bij de Europese Privacycommissies klacht neer tegen 101 websites die ondanks het vervallen EU-VS-privacyschild persoonsgegevens naar de VS bleven sturen. Ook in de lidstaten zelf werden procedures ingesteld: in juli 2023 bijvoorbeeld werden vijftien Belgische nieuwswebsites aangeklaagd die nog steeds niet aan de minimumvereisten zouden voldoen.